# محمد بهادر شاه

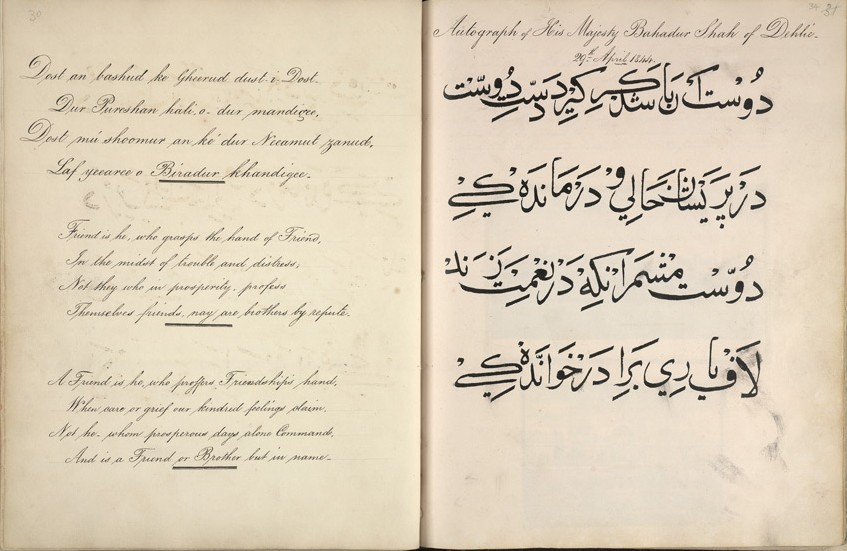
بيت شعر فارسي بخط يده بعث إلى بريطانيا

أبو الظفر سِراجُ الْدین محمد بُهادر شاه ظفر ويُعرف كذلك باسم بهادر شاه أو بُهادر شاه الثاني (دوم) (24 أكتوبر 1775 – 7 نوفمبر 1862) آخر أباطرة مغول الهند. وكان ابن أكبر شاه الثاني من زوجته الهندوسية لالباي. وقد أصبح امبراطوراً عند وفاة والده في 28 سبتمبر 1838.

## ولاية السلطان بهادر شاه
استقر الحكم الإسلامي في الهند منذ أن بدأ السلطان محمود الغزنوي فتوحاته في الهند سنة (392هـ - 1001م)، وامتد لأكثر من ثمانية قرون، تعاقبت في أثنائها الدول والأسر الحاكمة. كانت إمبراطورية المغول في الهند آخر دولة حكمت الهند، ودام سلطانها نحو ثلاثة قرون، منذ أن أسسها ظهير الدين بابر في النصف الأول من القرن العاشر الهجري.
في مرحلة ضعف الدولة المغولية في الهند التي ساعدت الإنجليز للسيطرة على الهند تحت ستار شركة الهند الشرقية البريطانية في مستهل القرن التاسع عشر الميلادي.
في ظل هذه الأجواء المتردية تولى بهادر شاه الثاني" الحكم في الهند سنة (01254هـ - 1838م)، خلفًا لأبيه السلطان "محمد أكبر شاه الثاني"، وكان الإنجليز في عهده قد أحكموا سيطرتهم على البلاد، وفرضوا نفوذهم على سلاطين الهند، الذين كانوا يتقاضون رواتب مالية منهم، وغدوا كأنهم موظفون لديهم، حتى أنهم كانوا يتحكمون فيمن يدخل «دلهي» ومن يخرج منها.
ولم يكن عهد «بهادر شاه الثاني» أحسن حالاً من عهد أبيه، فسياسة الإنجليز كانت قائمة على جعل أعمال الحكومة في أيديهم، في حين يبقى الحكم باسم السلطان المسلم، ويذكر اسمه في المساجد، وتضرب النقود باسمه،إنتبه العلماء المسلمون في الهند لهذا العمل المخادع فعارضوا هذه السياسة وقاموا في وجهها، وقالوا: «لا يتصور أن يكون هناك ملك إسلامي بدون حكم إلا إذا تصورنا الشمس بدون ضوء»، وأعلنوا حين صار هذا الوضع سائدًا في الهند أنها أصبحت دار حرب، وعلى المسلمين أن يهبوا للجهاد ضد الإنجليز حتى يردوا الحكم إلى أهله.
وحتى هذا الوضع الشائن للحكام المسلمين لم يستمر طويلاً فقد أعلن الإنجليز أنهم في طريقهم للقضاء عليه، فوَّجهوا إنذارًا إلى «بهادر شاه الثاني» الذي كان أسير القلعة الحمراء التي يسكنها في «دلهي» بلا نفوذ أو سلطان – أنه آخر ملك يسكن القلعة، وأنها ستصبح ثكنة عسكرية، وأن المخصصات التي يأخذها منهم ستنقطع بعد وفاته، وكان هذا يعني القضاء على دولة المغول في الهند، وكان لهذا الخبر وقع الصاعقة على الشعب المسلم في الهند.

## اشتعال الثورة في الهند
كان هناك سخط عام في الهند على وجود الإنجليز الذين ينهبون خيراتها ويمارسون سياسة متعسفة وظالمة ضد المسلمين، وكانت النفوس تنتظر الفرصة المناسبة والقائد الذي يمكن أن تلتف حوله، وتجاهد تحت رايته، وكان شمال الهند أكثر المناطق استعدادًا للثورة، حيث يكثر المسلمون، وتطغى سياسة الإنجليز الباطشة والمستهزئة بعقائد المسلمين وعباداتهم.

## مقدمات الثورة
هناك إجماع على أن الجنود المسلمين والهندوس في الجيش البريطاني المعسكر في ثكناته في «ميرت» التي تقع شمال دلهي بنحو 90 كيلو مترًا – هم الذين بدئوا الثورة وأزكوا نارها، وكان تعنت الضباط الإنجليز واستهتارهم بعقائد الجنود وراء ثورتهم وغضبتهم، بعد أن أرغموهم على قطع الدهن المتجمد الذي يُستخدم في تشحيم البنادق بأسنانهم، وكان هذا الشحم مركبًا من دهون الخنازير والبقر، فتذمر الجنود من ذلك باعتبار أن البقر محرم أكله على الهندوس تحريم الخنزير عند المسلمين، غير أن هذا التذمر زاد الضباط الإنجليز تماديًا وغرورًا فعاقبوا المتذمرين، ولم يلبث أن هب زملاؤهم بثورة عارمة في المعسكر، غضبًا لعزتهم وكرامتهم في (26 رمضان 1274هـ = 11 مايو 1858م)، وانقضّوا على ضباطهم الإنجليز وقتلوهم، وانطلقوا إلى «دلهي» معلنين الثورة، وسرعان ما انتشر لهيبها حتى عم دلهي وما حولها.

## بهادر شاه قائد الثورة

إعدام الجنود المسلمين الهنود بوضع رؤوسهم داخل فوهات المدافع البريطانية، لمشاركتهم في تمرد 1857.

دعا علماء المسلمين إلى اجتماع في المسجد الجامع بدلهي، وأعلنوا فتوى بإعلان الجهاد وقَّعها كثير من العلماء البارزين، وكان لها أثر عظيم في تأييد الثورة واجتماع الناس للبذل والجهاد، واتحد الثائرون من المسلمين والهندوس، واختاروا بهادر شاه قائدًا عامًا للثورة، وفي ذلك إشارة إلى رضى الجميع عن الحكم الوطني المغولي.
قامت الثورة في دلهي دون تخطيط دقيق مسبق، وافتقدت إلى القيادة الواعية التي تستطيع أن تتحكم في حركة الثورة، ولم يكن بهادر شاه يصلح لهذا الدور لكبر سنه، واستطاع الإنجليز أن يعيدوا تنظيم أنفسهم، وتجميع قوات هندية من الأمراء الموالين في بعض مناطق الهند، وانضم إليهم «السيخ» وكانوا يكنون عداء شديدًا للمسلمين، الأمر الذي ساعدهم على مقاومة الثورة والقضاء عليها في دلهي والمناطق الأخرى التي اشتعلت بها في (28 من المحرم 1274هـ - 19 من سبتمبر 1857م).

## وحشية المحتل الإنجليزي
بعد فشل الثورة قام الإنجليز بالقبض على بهادر شاه وأهل بيته أسرى، وساقوهم مقيدين في ذلة وهوان، وفي الطريق أطلق أحد الضباط الرصاص من بندقيته على أبناء الملك وأحفاده، فقتل ثلاثة منهم، وقطعوا رؤوسهم.
ولم يكتف الإنجليز بسلوكهم المنحط بالتمثيل بالجثث، بل فاجئوا الملك وهو في محبسه بما لا يخطر على بال أحد خسة وخزيًا، فعندما قدموا الطعام للملك في سجنه، وضعوا رؤوس الثلاثة في إناء وغطّوه، وجعلوه على المائدة، فلما أقبل على تناول الطعام وكشف الغطاء وجد رؤوس أبنائه الثلاثة وقد غطيت وجوههم بالدم.
لكن طبيعة الأنفة والكبرياء سمت فوق الحدث وفوق الحزن والجزع، فقال في ثبات وهو ينظر إلى من حوله: «إن أولاد تيمور البواسل يأتون هكذا إلى آبائهم محمرة وجوهم»، كناية عن الظفر والفوز في اللغة الأوردية.

## محاكمة بهادر شاه
بدأ الإنجليز بعد القبض على "بهادر شاه في محاكمته محاكمة صورية في "دلهي" في (10 من جمادى الآخرة 1274 هـ = 26 من يناير 1858م)، واتهموه بأنه تعاون مع الثورة هو وابنه "ميرزا مغل" ضد الإنجليز، وأنه أمر وشارك في قتل الإنجليز رجالاً ونساء وأطفالاً، وكانت تهمة كاذبة، والثابت أنه حين تولى قيادة الثورة كانت أوامره صريحة بعدم الاعتداء على الإنجليز من غير المحاربين منهم.
وبعد جلسات المحاكمة أصدر القضاة حكمهم بالإعدام، ثم خفف الحكم إلى النفي إلى مدينة «رانكون» عاصمة بورما، وتم تنفيذ النفي في يوم الخميس الموافق (9 من ربيع الأول 1275هـ = 17 من أكتوبر 1858م)، ورحل هو وأسرته وبعض أفراد حاشيته إلى بورما وخصصوا له مكانًا لمحبسه، ولزوجه وأولاده مكانًا آخر، وخضع الجميع لحراسة مشددة، وبنفيه سقطت دولة المغول الإسلامية في الهند، وطويت آخر صفحة من صفحات الحكم الإسلامي في الهند الذي ظل شامخًا أكثر من ثمانية قرون، ثم أقدم الإنجليز على تأكيد مخططاتهم وما كانوا يحاولون ستره بأشكال مختلفة، فقد أصدرت الملكة فكتوريا في (23 من ربيع الأول 1275هـ = 1 من نوفمبر 1858م) بنقل حكم الهند من يد شركة الهند الشرقية البريطانية إلى الحكومة البريطانية، وبذلك دخلت الهند رسميًا ضمن مستعمرات التاج البريطاني، وظلت كذلك حتى اضطر الإنجليز للجلاء عنها في سنة (1367هـ = 1947م)

## وفاة بهادر شاه
ظل بهادر شاه في محبسه حتى وافته المنية في عصر يوم الجمعة الموافق (14 من جمادى الأولى 1279هـ = 7 من نوفمبر 1862) وقد بلغ من العمر 89 سنة، قضى منها أربع سنوات في منفاه، وكان بهادر شاه شاعرًا مجيد، وفاضت قريحته أسى وحزنًا على ما وصل إليه، وما آلت دولته، يعيش سجينًا وحيدًا، لا يزوره أحد، ومن شعره الذي يصور مأساته قوله:
يا رسول الله ما كانت أمنيتي إلا أن يكون بيتي في المدينة بجوارك
ولكنه أصبح في رنكون وبقيت أمنيات في صدري
يا رسول الله.. كانت أمنيتي أن أمرغ عيني في تراب أعتابك
ولكن هأنذا أتمرغ في تراب رنكون
وبدلاً من أن أشرب من ماء زمزم، بقيت هنا أشرب الدموع الدامية
فهل تنجدني يا رسول الله. ولم يبق من حياتي إلا عدة أيام

## وصلات خارجية
- محمد بهادر شاه على موقع IMDb (الإنجليزية)
- محمد بهادر شاه على موقع الموسوعة البريطانية (الإنجليزية)
- محمد بهادر شاه على موقع ميوزك برينز (الإنجليزية)

| سبقه أكبر شاه الثاني | سلطان مغول الهند 1837–1858 | تبعه زوال الامبراطورية المغولية |